# Varese (1901)
«Варезе» (італ. Varese) — броненосний крейсер типу «Джузеппе Гарібальді» Королівських ВМС Італії кінця XIX століття. 

## Історія створення
Крейсер «Варезе» був закладений 21 квітня 1898 року на верфі «Cantiere navale fratelli Orlando» у Ліворно. Спущений на воду 6 серпня 1899 року, вступив у стрій 5 квітня 1901 року.

## Історія служби
Після вступу у стрій крейсер «Варезе» ніс службу у Середземному морі. Він здійснив візити в Алжир (1903 рік), Барселону (1904 рік), та в Афіни  під час Позачергових Олімпійських ігор 1906 року.
У 1907 році корабель взяв участь у Джеймстаунській виставці (англ. Jamestown Exposition) у США.
У 1909 році крейсер був включений до Левантської ескадри.

### Італійсько-турецька війна
З початком італійсько-турецької війни «Варезе» разом з однотипними крейсерами «Джузеппе Гарібальді» та «Франческо Ферруччо» був включений до складу 4-го Дивізіону 2-ї Ескадри італійського середземноморського флоту. 3-4 жовтня 1911 року вони обстріляли Триполі. Наприкінці місяця брав участь у супроводі італійських транспортних кораблів, які доставили війська для штурму Хомса.

### Перша світова війна
Після вступу Італії у Першу світову війну «Варезе» був включений до складу 5-го Дивізіону крейсерів, який базувався у Бріндізі. 
Дивізіон здійснив кілька походів для обстрілу австро-угорського узбережжя поблизу Рагузи. Але після загибелі крейсерів «Джузеппе Гарібальді» та «Амальфі» італійський флот різки знизив активність у північній частині Адріатичного моря, обмежуючись лише постановкою мін. «Варезе» практично не залучався до активних бойових дій.

### Подальша служба
З 1920 по 1922 роки крейсер використовувався як навчальний корабель.
4 січня 1923 року крейсер був виключений зі складу флоту та зданий на злам.